# 105-mm-Feldhaubitze KH178
Die KH178 ist eine 105-mm-Feldhaubitze aus Südkorea. Entwickelt wurde sie bei Kia und später bei Hyundai Wia produziert.

## Entwicklung
Die KH178 wurde entwickelt, um die rund 2.000 M101-Haubitzen im Südkoreanischen Heer zu ersetzen. Die Entwicklung begann Anfang der 1980er-Jahre bei der Agentur für Verteidigungsentwicklungen (ADD) und bei Kia. Dabei verwendeten die Entwickler die angestammte Lafette der M101-Haubitze und setzten auf diese ein neues Geschützrohr mit 38 Kaliberlängen (L/38) auf. Weiter wurden die Rohrbremsen, die Rückholeinrichtungen sowie die Visieranlage modernisiert und angepasst. Die ersten drei KH178-Prototypen waren im Jahr 1983 bereit und die Serienfertigung begann 1984. Da sich das Interesse der Südkoreanischen Streitkräfte hin zu 155-mm-Artillerie verschob, wurde die Produktion nach 504 KH178 im Jahr 1992 gestoppt. Danach wurde das Geschütz auf dem Exportmarkt angeboten. Der Preis für eine KH178 betrug im Jahr 1992 rund 177.200 USD. Die Rüstungssparte von KIA wurde in den 1980er-Jahren an Hyundai Wia veräußert, welche das Geschütz weiter produzierte. Heute werden die Geschütze von Hanwha Defense vermarktet.

## Varianten
- KH178 Mk 0: Version für die Südkoreanischen Streitkräfte aus dem Jahr 1984.
- KH178 Mk 1: Nachgerüstete Geschütze mit digitaler Feuerleitanlage und GPS-Empfänger.
- K105LW: KH178 installiert auf einem 4×4 Geländefahrzeug KIA K351. Prototyp im Jahr 2023 vorgestellt.[3]

## Technik
Die KH178 ist eine konventionelle Feldhaubitze mit Kraftzugsystem und einer zweirädrigen Spreizlafette mit zwei Spreizholmen. Das Geschütz wiegt feuerbereit 2650 kg. Die Länge der KH178 beträgt in feuerbereiter Stellung 7,56 m. Im gezogenen Zustand beträgt die Höhe 1,58 m und die Breite 2,15 m. Die Bodenfreiheit misst 386 mm. Beim Straßentransport sind die Holme nach hinten geklappt und ruhen auf der Anhängerkupplung des Zugfahrzeugs. Zum Straßentransport können leichte Lastkraftwagen mit der Radformel 4×4 oder 6×6 verwendet werden. Die maximal zulässige Zuggeschwindigkeit beträgt 70 km/h auf der Straße und 20 km/h im Gelände. Für den Lufttransport können Hubschrauber vom Typ UH-60 „Black Hawk“ oder Transportflugzeuge vom Typ C-27 „Spartan“ verwendet werden. Weiter kann das Geschütz, auf einer Transportpalette verzurrt, aus Transportflugzeugen an einem Fallschirm abgeworfen werden.

### Geschütz
Das CN78-Geschützrohr mit 38 Kaliberlängen (L/38) besteht aus hochfestem Stahl und ist durchgehend autofrettiert. Die Rohrlebensdauer beträgt gemäß Hersteller rund 7.500 Schuss. Das Geschützrohr ist auf der einachsigen M101-Lafette mit zwei Spreizholmen untergebracht. Bei der Rohrwiege sind am Geschützrohr zwei hydropneumatische RM78-Rohrbremsen und Rohrvorholer montiert. Weiter ist an der Rohrwiege ein kleines Schussschild angebracht. Am Rohrende befindet sich die Ladungskammer mit einem halbautomatischen Keilverschluss. Der Seitenrichtbereich beträgt ±22,75° und der Höhenrichtbereich liegt bei −5° bis 65°. Neben der Rohrwiege sind auf der linken Seite die KM12A8-Visiereinrichtung für Indirektes Feuer sowie weitere Bedienelemente für den Kanonier montiert. Mit dem KM16A2-Zielfernrohr können Ziele auf eine Entfernung von 1,5 km im Direktschuss bekämpft werden.
Um die KH178 feuer- oder fahrbereit zu machen, benötigt die 8-köpfige Bedienmannschaft wenige Minuten. Am Ende der Holme sind zwei Erdsporne angebracht, welche die Rückstoßkraft in das Erdreich ableiten. Zusätzlich wird der Rückstoß durch eine Zweikammer-Mündungsbremse gemindert.
Kurzzeitig ist mit der KH178 eine Schussfolge von 15 Schuss pro Minute möglich. Somit kann eine Batterie mit vier Geschützen innerhalb einer Minute 60 Geschosse bzw. rund 900 kg Munition ins Ziel bringen. Bei anhaltendem Schießen ist die Schussfolge infolge der thermischen Beanspruchung des Geschützrohres auf 3–5 Schuss pro Minute begrenzt.

### Munition
Die KH178 verwendet die NATO-Standardmunition für 105-mm-Artilleriegeschütze und damit steht für das Geschütz eine breite Munitionspalette zur Verfügung (siehe Munition für die 105-mm-Haubitze M101). Die KH178 verwendet sowohl patronierte wie auch halbgetrennte Munition. Diese besteht aus einer Granate mit einer aufgesteckten Kartusche aus Messing. Die Kartuschen sind entweder von Werk aus mit Kartuschbeuteln beladen und auf der Granate aufgesteckt oder werden kurz vor dem Einsatz im Feld beladen und aufgesteckt. Nach der Schussabgabe wird die leere Kartusche ausgeworfen und kann neu beladen werden. Gegenüber der Munition der M101-Haubitze wird mit der KH178 die stärkere M200-Treibladung verwendet. Daraus resultiert eine deutlich größere Schussdistanz. Mit dem 105-mm-NATO-Standardgeschoss 105 mm Artilleriegeschoss M1 wird bei einer Mündungsgeschwindigkeit von 663 m/s eine maximale Schussdistanz von 14,7 km erreicht. Mit Base-Bleed-Geschossen oder der M548 HERA-Sprenggranate mit Raketenantrieb beträgt die maximale Schussdistanz rund 18 km.

## Nutzerstaaten
- Chile – 16 (aus südkoreanischen Beständen)
- Indonesien – 54 (aus südkoreanischen Beständen)
- Südkorea – 504

Quellen: